# Нечерезий
Нечерезий (рос. Нечерезий; адиг. Нэчэрэзый) — аул Теучезького району Адигеї Росії. Входить до складу Понежукайського сільського поселення.
Населення — 335 осіб (2015 рік).